# 赤星勇二郎
赤星 勇二郎（あかほし ゆうじろう、1982年7月1日） 日本の作曲家、ベーシスト、キーボーディスト、音楽プロデューサー。熊本県山鹿市出身。
高校在学時に音楽をはじめる。高校卒業後福岡に拠点を移し、様々な音楽に触れながら付き人やサポート活動の後、沖縄バンドのザ・レキオ（exかりゆし）、cisuMusic familiarに所属。
活動拠点を東京に移した後、ザ・レキオ（exかりゆし）の活動休止をきっかけに、ライブ活動をしながら音楽制作をはじめ、作曲家として舞台音楽の作曲、AYG(Akahoshi Yujiro Group)として活動。

## 略歴
2000年、2001年TEEN'S MUSIC FESTIVAL 熊本県代表
福岡スクール オブ ミュージック卒業
ジャズ・ベーシスト間村清に師事
2004年ザ・レキオ(ex.かりゆし)に加入
2004年/2005年/2009年/2010年/2011年SunsetLiveFUKUOKAに出演
2005年釜山国際ロックフェスティバル2005出演
2006年大瀧詠一トリュビュートアルバム「Niagara SUMMER ～Niagara Cover Special～」（Various Artists）
2007年ポニーキャニオンより「味クーター」にてメジャーデビュー
2008年「泡盛週末」フジテレビ系のクイズ番組「MANINGEN」エンディングテーマ曲
2008年AsianQwave主催 Billboard Live 福岡　出演docomoインディーズウェブ人気投票第1位　More Music by docomoイベントに出演
2013年釜山国際フュージョンフェスティバル出演
2016年cisuMusic familiar結成
2016年 cisuMusic familiar「#001」リリース
2017年 cisuMusic familiar「#002」リリース
2018年プレナスなでそこリーグハーフタイムショー出演
2018年羽田空港国際線ターミナル TIAT SKY HALLワンマンライブ
2019年ＣＤ付絵本「マイロのフシギな世界」
2019年「音のままに素のままに、そっと背中を押したのはあの日の君。そんな令和の冬に。」イベントサポート（福岡）
2020年ROUND１ LIVE（大阪及び全国のROUND１）
2021年天橋立観光協会PR動画　伴奏
2021年AYG「midnight steps」iTunes Store ジャズ トップソング 日本 2位（2021.3.8）
2021年AYG & 渡辺 明応 「extraordinary in the ordinary」リリース
2021年ラジオ(musicbird)「ヤンバラー宮城のヤギの周波数」アシスタント兼放送作家（2021.10-2022.3)
2022年AYG & 渡辺 明応 「YOU」リリース
2022年cafe CoCo givre店内BGM作曲
2022年KYT鹿児島読売テレビ「AMP」にて「extraordinary in the ordinary」が紹介される
2022年AYG「うろこ雲」リリース
2023年AYG「Light & Lights」リリース
2024年AYG「BEYOND THE  SKY」リリース

## 所属グループ
- ザ・レキオ（exかりゆし）
- cisuMusic familiar
- AYG

## 代表曲
- midnight steps
- YOU